# 甘铁生
甘铁生（1946年3月29日—2018年），男，祖籍台湾省台南县，生于北平，中国作家。笔名紫峰。中国作协会员。甘鵬雲外孙。

## 生平
父亲是台湾人，曾是齐燮元军队中的翻译官。母亲是甘鵬雲的女儿。兄弟姐妹共三人。甘铁生生于北京。他出生后的1947年，父亲只身返台。
甘铁生幼年曾在北京市西城区上小学和初中。1963年，甘铁生考入清华附中高中部。1968年12月，到山西省太谷县窑子头公社大坪村插队。因父亲返台，他受“海外关系”牵累，一直到1975年初才辗转回到北京，在北京食品厂当临时工，之后分配到北京商标印刷厂，先后当过印刷学徒工、木工、传达室门卫。1979年开始发表作品，在《今天》杂志发表首篇小说《聚会》。1982年成为中国作家协会会员。
1984年入鲁迅文学院学习，1987年毕业。1986年赴门头沟文化馆《百花山》报工作，之后还担任中华全国台湾同胞联谊会《台声》杂志记者，编辑。
2018年7月17日因病去世。

## 作品
著有长篇小说《都市的眼睛》、《1966前夜》、《变家》，长篇报告文学《七天七夜》，中篇小说《第四次慰问》、《野玫瑰》，中短篇小说集《秋天的爱》，散文集《高中》等。
电影文学剧本《中彩》获国际大学生电影节奥斯卡奖。
1980年代中期，他曾与史铁生、陈放、刘树生、刘树华、晓剑五人共同创作一部小说。小说原稿由晓剑保存，但因各种原因，长期未能出版。2013年，由武汉大学出版社以《男人、女人、残疾人》之名出版。